# Collezione (Mario Merola)
Collezione è un album-raccolta del 2005 che contiene 16 brani interpretati da Mario Merola.

## Tracce
- Passione eterna
- Zappatore
- Cient'anne (con Gigi D'Alessio)
- Surriento de nammurate
- Tu ca nun chiagne
- Lacrime napulitane
- Vurria
- A città 'e Pulecennela
- E dduie paravise
- Santa Lucia luntana
- O vascio
- Luna rossa
- Tarantella scugnizza
- Napule ca se ne va
- Io na chitarra e a luna
- The Sidewinder